# تیاگو گومز
تیاگو گومز (انگلیسی: Tiago Gomes؛ زادهٔ ۱۹ اوت ۱۹۸۵) بازیکن سابق فوتبال اهل پرتغال است که در پست هافبک میانی بازی می‌کرد.
وی همچنین در تیم ملی فوتبال زیر ۲۱ سال پرتغال بازی کرده‌است.